# Jablanica (Boljevac)
Pour les articles homonymes, voir Jablanica.
Jablanica (en serbe cyrillique : Јабланица) est un village de Serbie situé dans la municipalité de Boljevac, district de Zaječar. Au recensement de 2011, il comptait 310 habitants.
À 4 km de Jablanica se trouve le monastère orthodoxe serbe de Krepičevac.

## Démographie

### Évolution historique de la population
| 1948  | 1953  | 1961  | 1971 | 1981 | 1991 | 2002 | 2011 |
| ----- | ----- | ----- | ---- | ---- | ---- | ---- | ---- |
| 1 164 | 1 161 | 1 086 | 900  | 750  | 541  | 435  | 310  |

|  |